# Gertrudis Rueda de Bravo
Gertrudis Rueda de Bravo (Chilpancingo, Guerrero, Virreinato de Nueva España, Imperio Español, 1759 - Chilpancingo, México, 13 de diciembre de 1839) fue una novohispana de ideología liberal. Simpatizó y participó con los insurgentes durante el desarrollo del movimiento armado de la primera etapa de la Independencia de México.

## Semblanza biográfica
Siendo hija de una acomodada familia española, dedicada a labores del campo y propietaria de la hacienda de Chichihualco. Al iniciarse la Guerra de Independencia, ella y su hijo Nicolás Bravo, así como sus cuatro cuñados Miguel, Víctor, Máximo y Casimiro se negaron a formar una compañía de auxiliares realistas, razón por cual las autoridades del virreinato los hostigaron hasta obligarlos a esconderse. 
La tropa realista que llegó a aprehenderlos fue repelida por la gente de la hacienda y los hermanos Galeana. A partir de 1811, los Bravo tomaron parte en la lucha insurgente, unidos a las fuerzas de José María Morelos y Pavón. Logró salir del sitio de Cuautla.
No se sabe más sobre ella, salvo que al consumarse la Independencia de México se retiró, y que murió en 1839.